# 輔仁大學對外關係

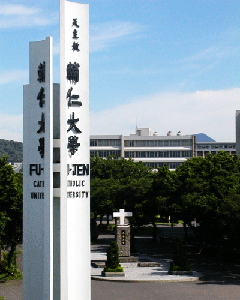
輔仁大學校門碑柱

輔仁大學對外關係規模龐大，涵蓋企業合作、醫療聯盟、海內外跨校協議、國際學術聯盟。因輔大直屬羅馬教廷，同屬外交主體，另於臺梵官方關係具有重要地位。
輔大始於1925年本篤會在北京建校，1961年由聖言會、耶穌會與臺灣主教團在臺北復校。

## 國內關係

### 企業合作
輔大長期與校友企業宸鴻、法蘭瓷、萬海航運、台新銀行、趨勢科技維持密切合作。
美國矽谷Altera公司在輔大理工學院開設「EDA/ SOPC聯合實驗室」，由輔大資工、電子、電機三系學生共同使用。
安圖斯科技（Altos）與輔大締結「台灣區合作盟校」協定，在輔大成立「AltosLab 人工智慧訓練教室」。

### 輔大醫療聯盟
2018年，輔大醫學院與15間醫院組成「輔大醫療聯盟」，為醫學系畢業生提供畢業後一般醫學訓練（PGY訓練）、住院醫師與主治醫師資源。成員包括：
輔仁大學附設醫院、新光吳火獅紀念醫院、國泰綜合醫院、亞東紀念醫院、恩主公醫院、秀傳醫療體系、童綜合醫院、奇美醫院、義大醫院、新北市立聯合醫院、臺北市立聯合醫院、國軍桃園總醫院、天主教耕莘醫院、天主教聖保祿修女會醫院、天主教靈醫會羅東聖母醫院

### 高教合作
天主教大學聖誕點燈
每年聖誕節前夕，臺灣3所天主教大學都會舉行接力點燈活動。十字燈架從高雄市文藻外語大學出發，抵達臺中市靜宜大學點燈之後，再由靜宜接力到新北市輔仁大學，於12月25日晚間在「真善美聖廣場」完成點燈。
EUTW七校聯盟
2009年6月，歐洲聯盟選定輔大在內的7所臺灣大學聯合組成「臺灣歐洲聯盟中心」，第一期4年共補助110萬歐元，規劃用於各校開設歐盟研究課程、歐盟相關研討會、獎學金等。中心要職分屬4所核心成員大學（臺大、政大、輔大、興大）。
優久聯盟
輔大與另外11所私立大學共組「優久聯盟」展開校際行政、課程合作。
台灣基督宗教大學校院聯盟
輔大與另外16所基督宗教大學共組「台灣基督宗教大學校院聯盟」，就宗教教育、社會議題保持合作。

## 海外關係

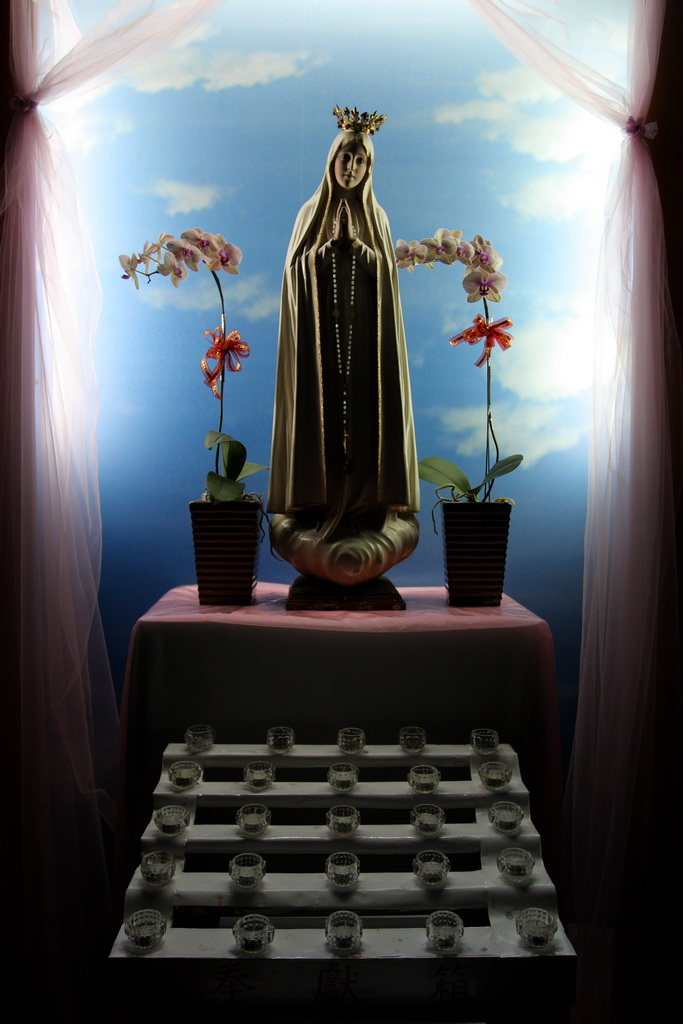
淨心堂的聖母瑪利亞塑像

輔大北平時期直屬於羅馬教廷傳信部（萬民福音部），在臺復校後直屬於教廷教育部。創校以來，長年維持外籍教授眾多、跨國教研活躍的特徵。

### 臺梵官方關係
輔大是少數隸屬聯合國教科文組織的「國際天主教大學聯盟」（IFCU）成員之一。聯合國大會2758號決議生效之後，是中華民國在台灣唯一不間斷長期參與UNESCO的大學。
輔大做為臺梵關係要衝主體，與中華民國外交部同等，屢次達成中華民國政府與世界各國實質交流。歷來的中華民國駐教廷大使卸任後，皆能獲頒輔大名譽博士學位。歷年輔大開學時，駐台聖座大使皆到校與會。
輔大校長一職的任免，屬於聖座國務卿的垂詢事務，更曾與中華民國的聯合國會籍相提並論。輔大內部改組議題，亦廣泛牽動兩國教育部與教廷駐華大使的介入。
中華民國總統訪問教廷，皆有輔大董事長或校長隨行。2005年，促成了總統座位在「各國元首第一排」的安排；2013年，進一步指定輔大校友企業法蘭瓷 （页面存档备份，存于）的產品為「慶誼專案」賀禮，分別贈予新教宗方濟各、榮休教宗本篤十六世。

### 國際組織成員
國際商管學院促進協會
輔大於2015年4月成為臺灣與中國大陸第一個國際商管學院促進協會（AACSB）認證會員，晉身全球前5%頂尖商學院。
亞洲博雅大學聯盟
輔大與東京大學、北京大學等14所亞洲名校於2017年共組「亞洲博雅大學聯盟」（AALAU），以振興、發展傳統博雅教育。
輔大與政大、東海大學並列臺灣3所創始大學之一。
亞洲·國際教會組織
輔大作為亞洲主要天主教大學、基督宗教高等教育機構之一，是6個教會大學組織成員：
亞洲基督教大學協會（輔大校長江漢聲曾任會長）
亞太耶穌會學院和大學協會
耶穌會東亞5大學（Global Leadership Program for 5 Jesuit Universities in East Asia）
國際耶穌會商學院協會（International Association of Jesuit Business Schools, IAJBS）
國際天主教大學聯盟
亞洲基督教高等教育聯合董事會
APQN會員
亞太品質保證網絡（Asia-Pacific Quality Network, APQN）是成立於2003年的品質保證組織，以推動亞太地區高等教育之品質、強化各國相關機構合作交流為目的。輔大國際教育長侯永琪現為APQN的副理事長。
2012年末，輔大獲准進入APQN，是全臺唯一獲選入會的大學。
亞馬遜AWS認可成員
輔大獲得亞馬遜AWS大數據計畫認證，2016年成為私立大學唯一認可成員機構，2018年成為大中華區唯一培訓大學。
UMAP秘書處
亞太大學交流會（University Mobility in Asia and the Pacific, UMAP）成立於1993年，是亞太地區高等教育組織代表所自發組成的協會，以每個國家及地區一席為原則，臺灣以「Taiwan」會籍位列創始會員國之一。輔大現為UMAP「國際秘書處」及「臺灣國家秘書處」所在機構。
聯合國教科文組織國際衛生與教育研究計畫
輔大公衛系與法國克萊蒙-奧弗涅大學教授於2021年6月18日簽署合作協議，兩所大學將攜手合作，致力於國際衛生及教育的研究及知識傳播等活動。知識傳播策略包含法國克萊蒙奧弗涅大學之教科文組織主席國際衛生與教育研究團隊將參與輔仁大學國際衞生學程及導入國際合作的機會。

### 名譽博士之授予
輔大多次頒授名譽學位予訪臺國際政要，常為臺灣外交發展狀況的風向標。

獲頒輔大名譽博士學位的海外名人
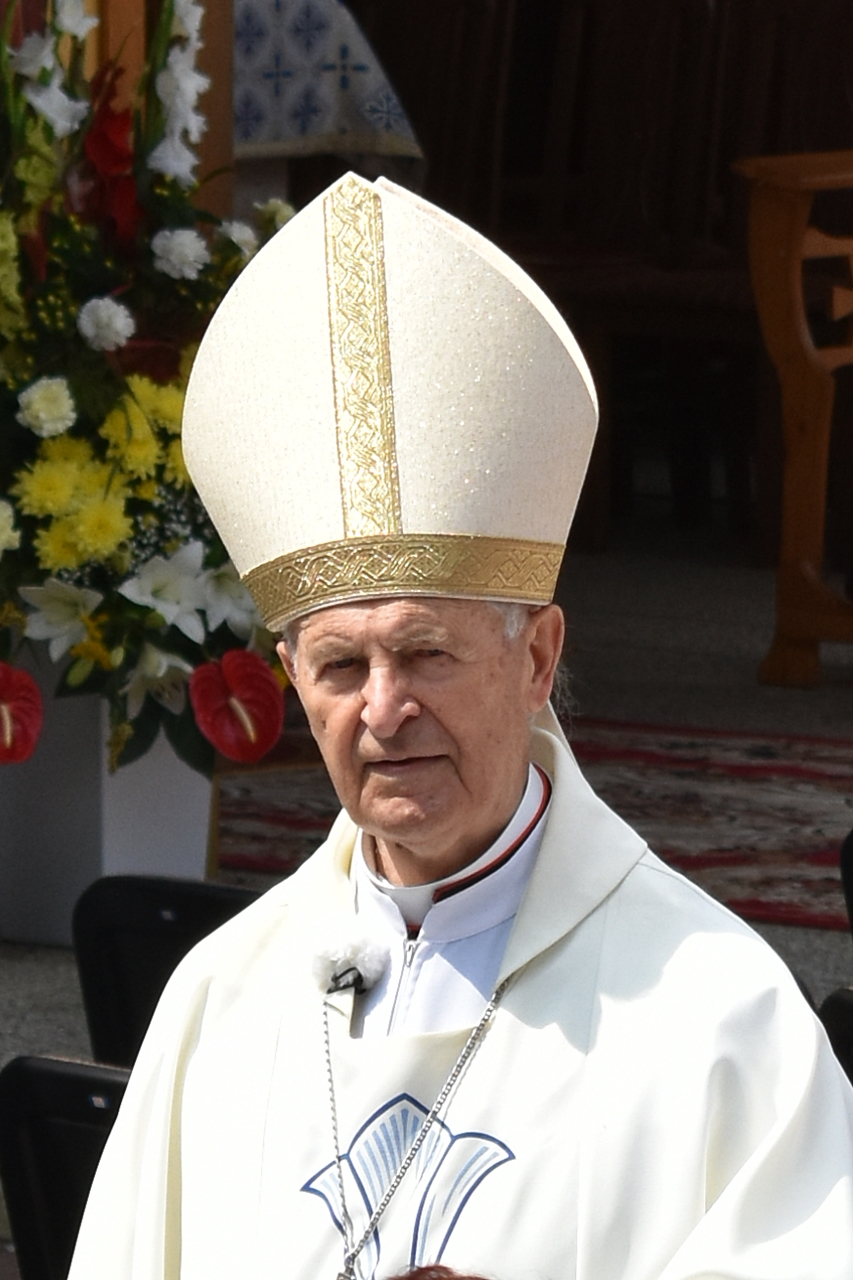
斯洛伐克樞機主教，約瑟夫·湯姆科（英语：Jozef Tomko）
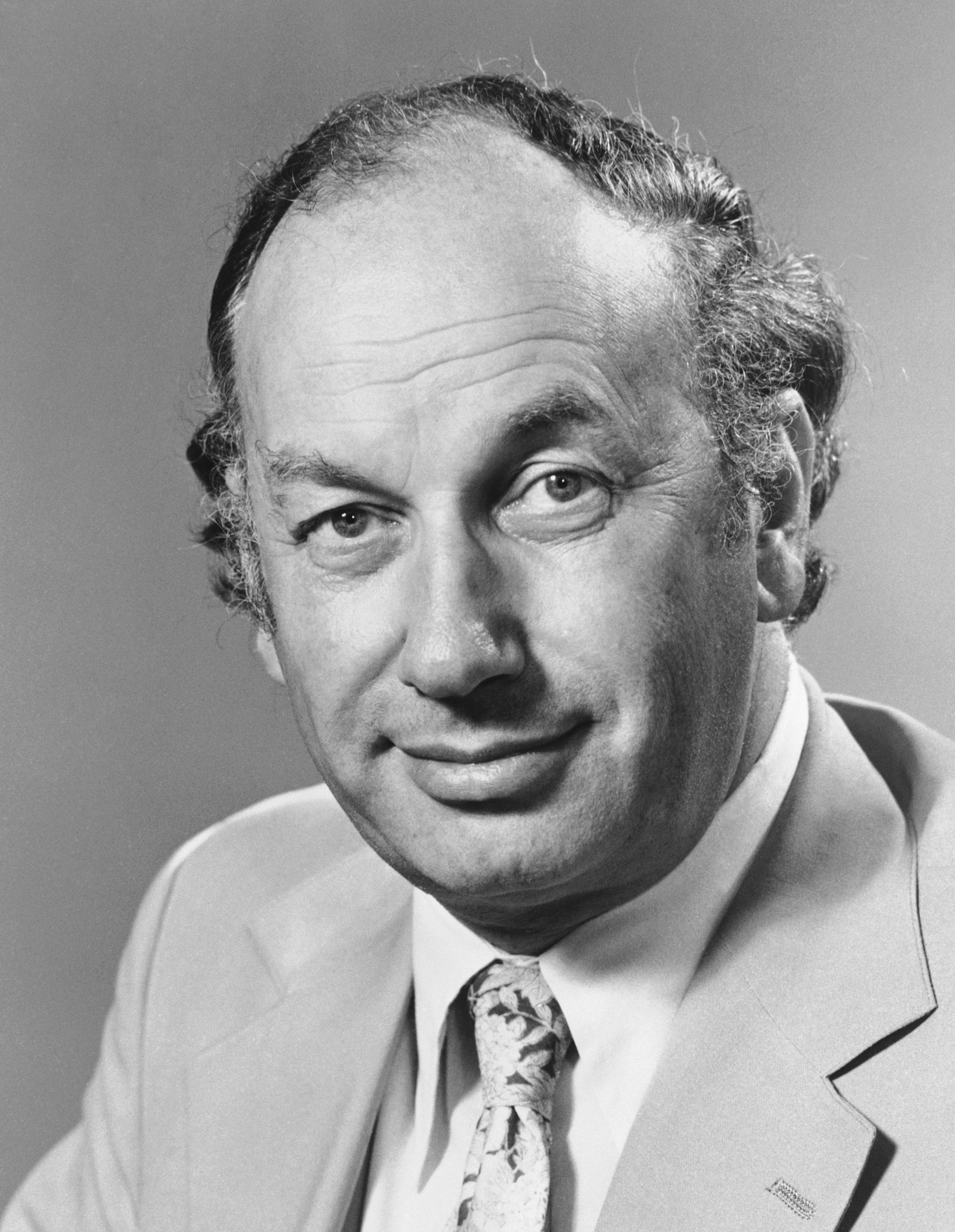
1982年諾貝爾生理學或醫學獎得主，約翰·范恩
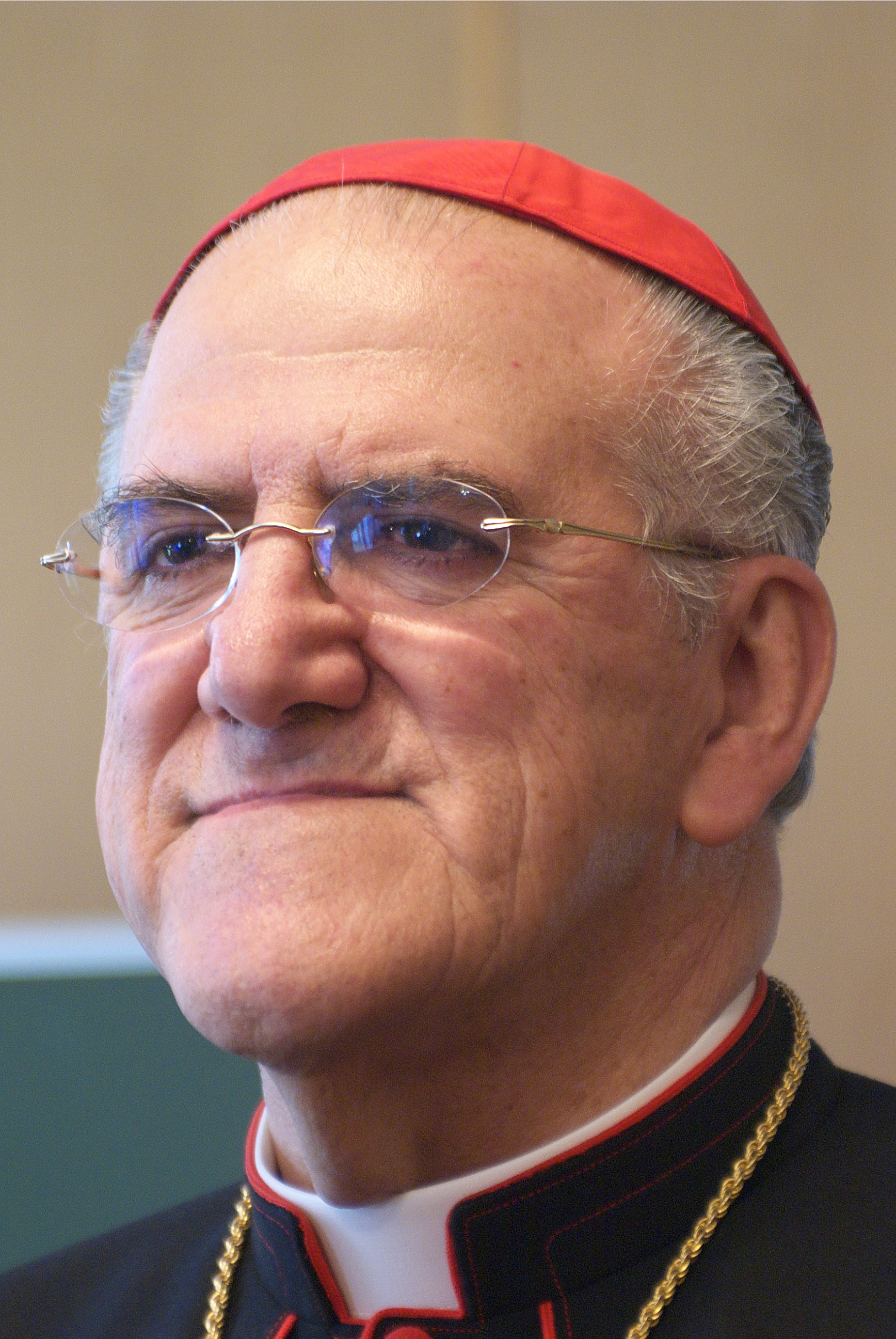
墨西哥樞機主教，沙勿略·洛薩諾·巴拉甘
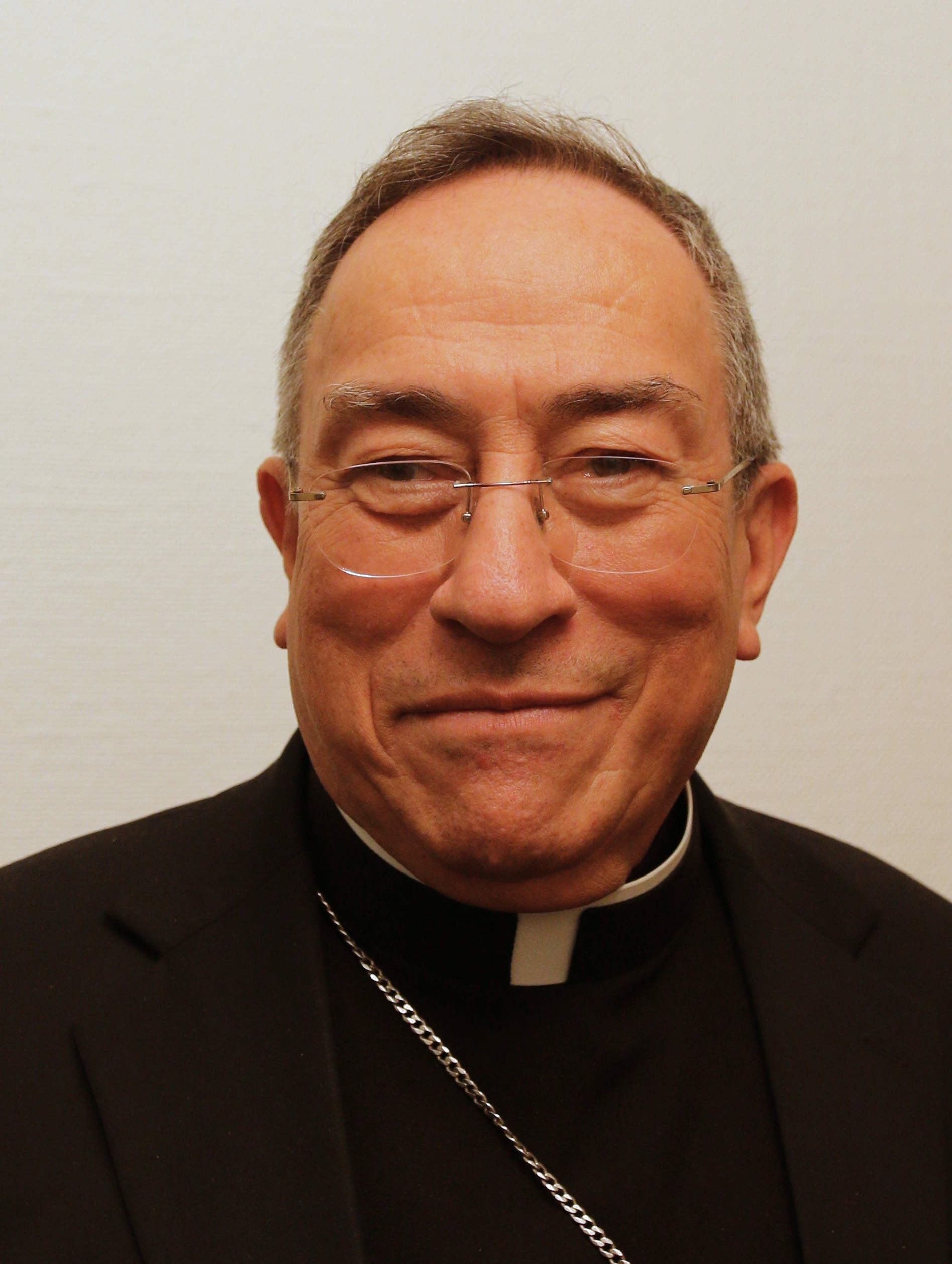
宏都拉斯樞機主教，奧斯卡·羅德里格斯·馬拉迪亞加
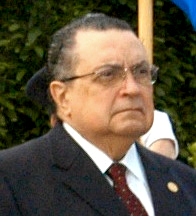
哥斯大黎加總統，阿韋爾·帕切科·德拉埃斯普列亞
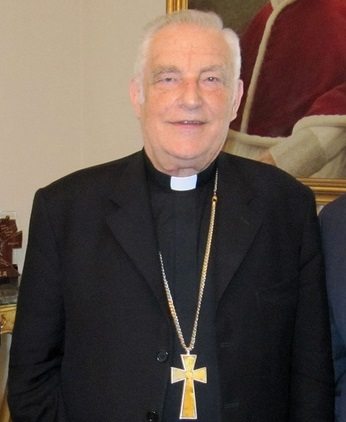
波蘭樞機主教，澤農·格羅霍列斯基（英语：Zenon Grocholewski）
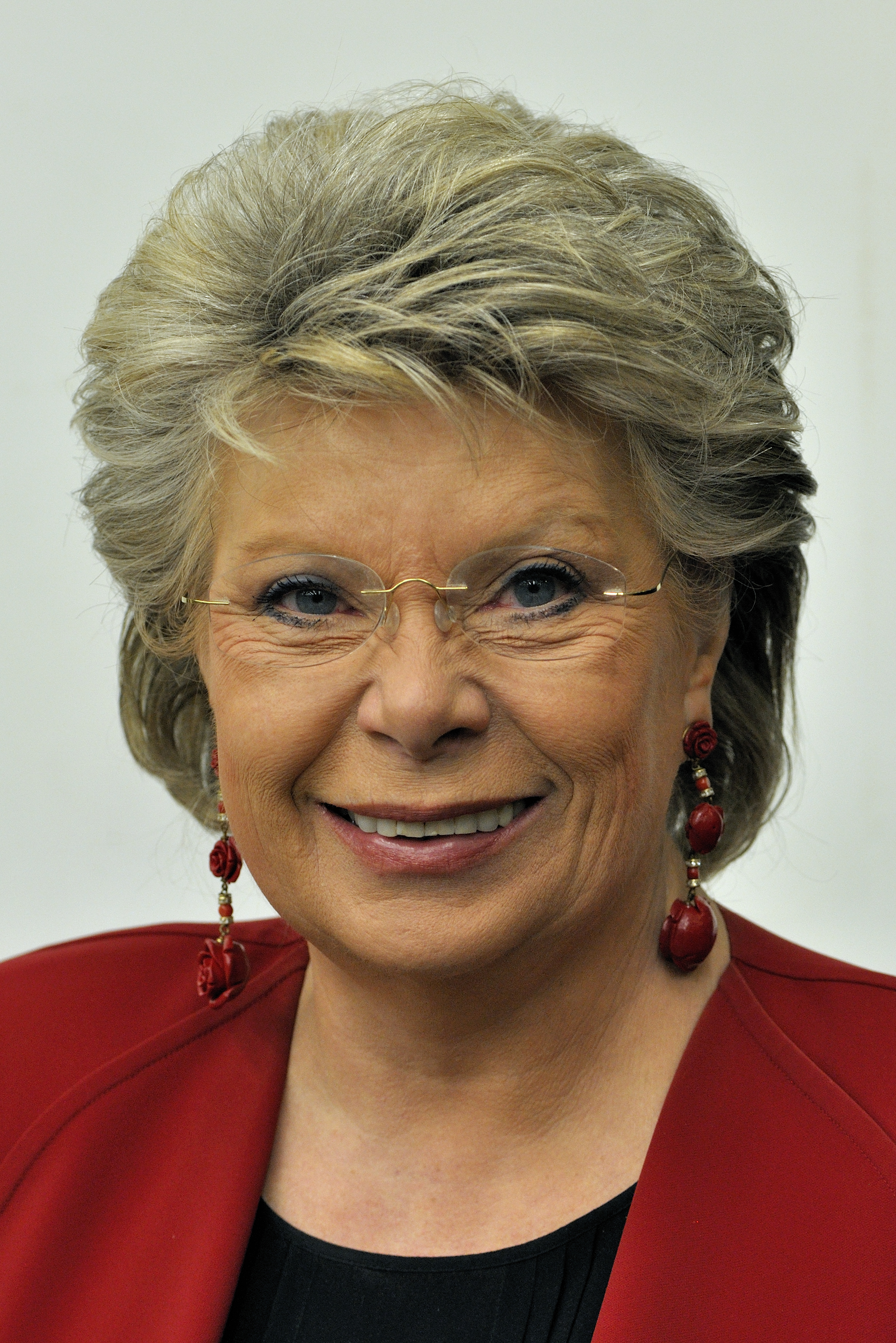
歐洲議會議員，维维亚娜·雷丁
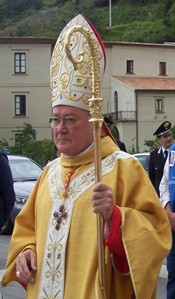
義大利樞機主教，勒內·辣法耳·馬爾蒂諾
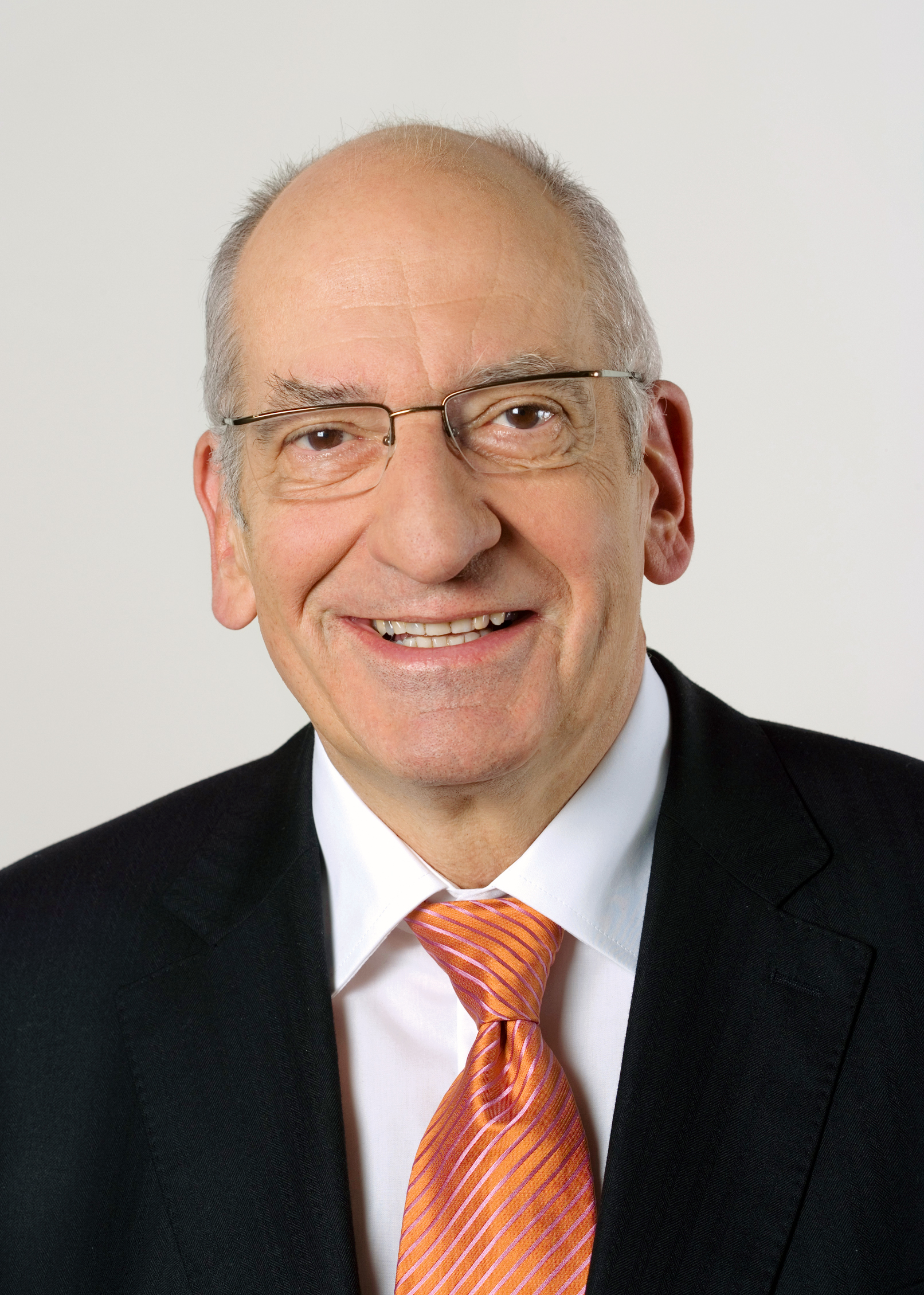
瑞士聯邦總統，帕斯卡爾·庫什潘
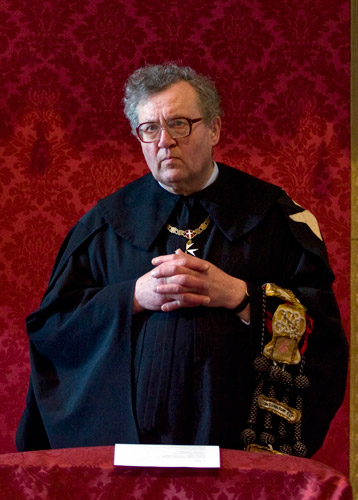
馬爾他騎士團榮休大教長，馬修·費斯汀
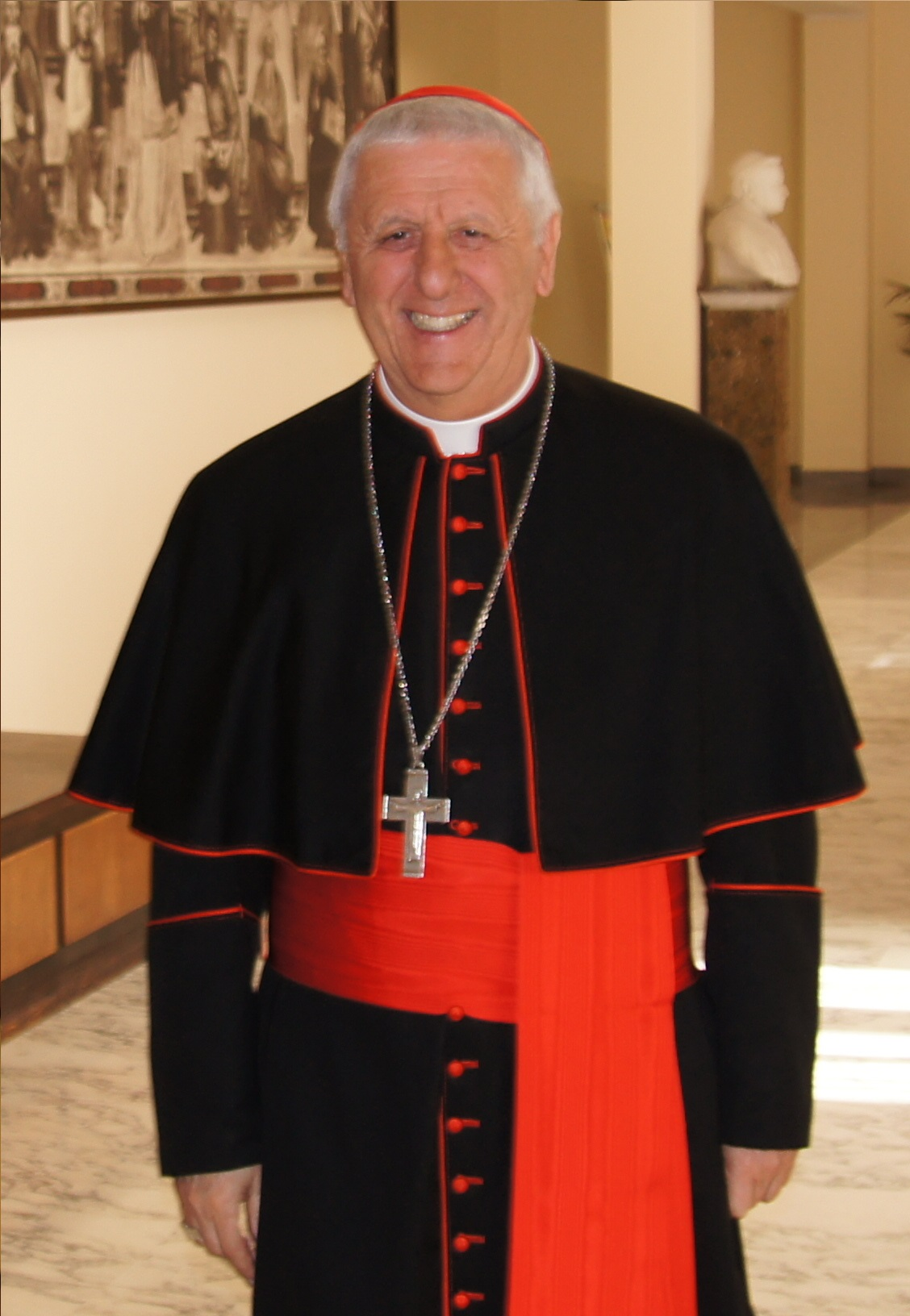
聖座教育部部長，義大利樞機主教，若瑟·威爾薩蒂
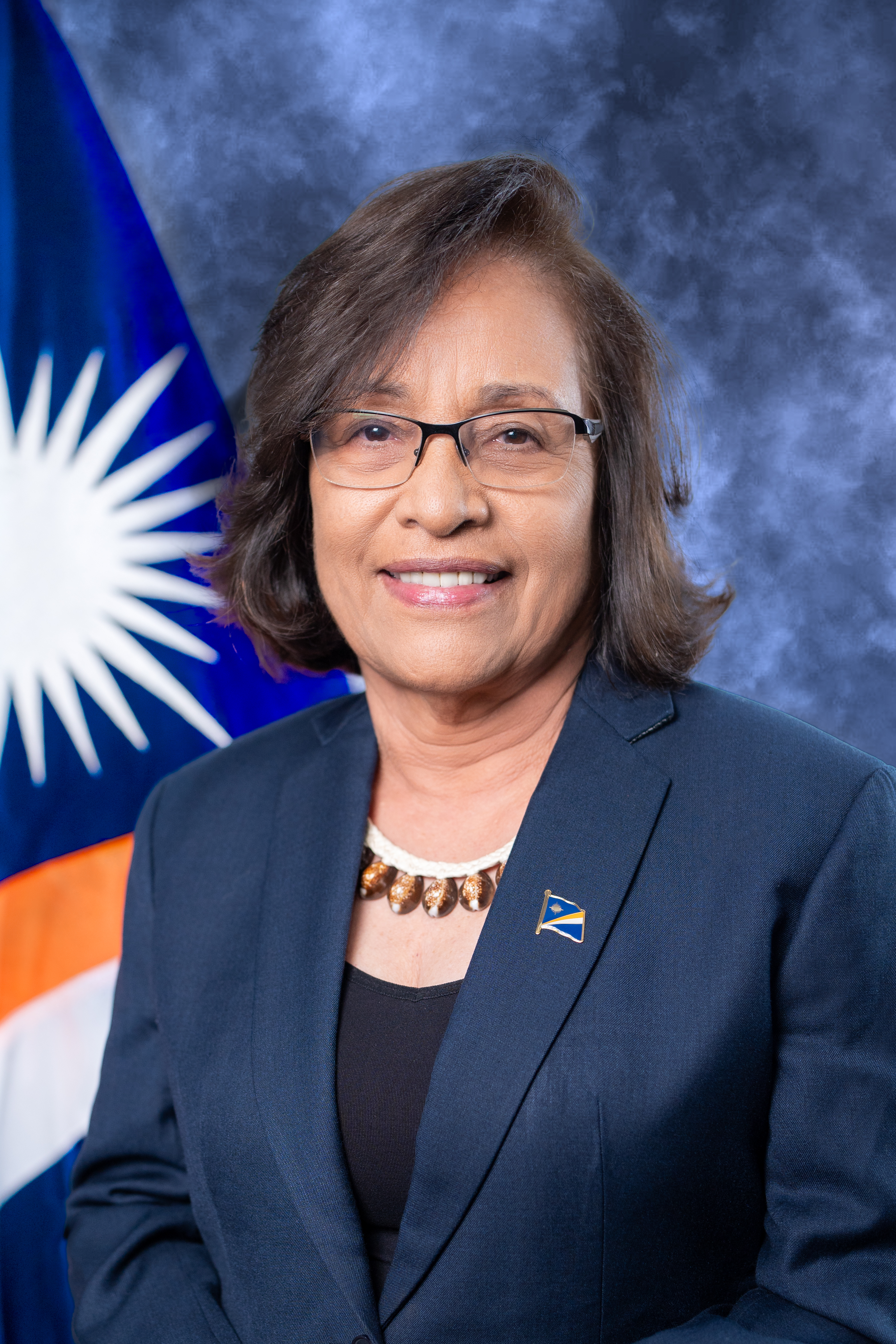
馬紹爾群島總統，希爾達·海妮